# Oldenburgische T 3
Die Gattung T 3 der Oldenburgischen Staatseisenbahn waren Tenderlokomotiven für den Einsatz auf Lokal- und Nebenbahnen. Sie entsprachen im Wesentlichen der Preußischen T 3. Leistungsmäßig bestand zur Gattung T 2 kein Unterschied; die T 3 hatte bei geringerer Achslast jedoch eine um etwa 4,4 t höhere Reibungslast.
12 Lokomotiven wurden von Hanomag zwischen 1898 und 1901 geliefert. 1909 wurden drei weitere Maschinen geliefert, die nur für den Rangierdienst vorgesehen waren. Sie hatten eine Rostfläche von 1,0 m², eine Heizfläche von 57,2 m²; außerdem fehlte ihnen die Heberlein-Bremseinrichtung.
Die Deutsche Reichsbahn übernahm 1925 alle 15 Lokomotiven und reihte sie als Baureihe 98.2 ein und gab ihnen die Nummern 98 201 bis 98 215. Sie wurden jedoch schon 1926 ausgemustert.
Die ehemalige 98 210 kam nach 1945 als Werklok zur Deutschen Reichsbahn und erhielt die Betriebsnummer 89 7577. Sie wurde 1961 ausgemustert.